# 289 (số)
289 (hai trăm tám mươi chín) là một số tự nhiên liền sau 288 và liền trước 290.

## Trong toán học
- Căn bậc hai của 289 là 17.